# Allodardanus
Allodardanus is een geslacht van kreeftachtigen uit de klasse van de Malacostraca (hogere kreeftachtigen).

## Soorten
- Allodardanus bredini Haig & Provenzano, 1965
- Allodardanus midas McLaughlin & Gore, 1985
- Allodardanus rugosus Haig & Provenzano, 1965